# Atanasio Cruz Aguirre

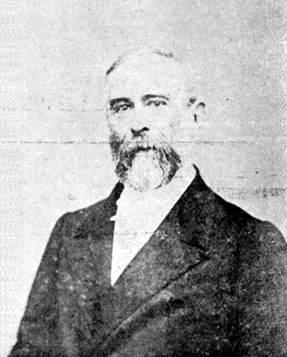
Atanasio Cruz Aguirre um 1861

Atanasio de la Cruz Aguirre Aguado (* 2. Juni 1801 in Montevideo; † 28. September 1875 ebenda) war ein uruguayischer Politiker.

## Leben
Cruz Aguirre, der der Partido Nacional, den Blancos, angehörte, war zwischen 1833 und 1838 zunächst Kriegsminister und wurde nach dem uruguayischen Bürgerkrieg 1852 als Abgeordneter in der 6. Legislaturperiode zunächst für Minas (hier schied er jedoch vorzeitig am 4. März 1854 aus dem Amt) und anschließend erneut in der 8. Legislaturperiode für das Departamento Paysandú in die Cámara de Representantes gewählt. Dort übernahm der 1853 das Amt des Kammerpräsidenten, nachdem er im vorangegangenen Jahr bereits als zweiter Vizepräsident des Repräsentantenhauses fungiert hatte. 1858 und 1859 übte er wiederum die Funktion des ersten Vizepräsidenten in dieser politischen Institution aus.
1861 in den Senat für das Departamento Salto gewählt, übernahm er im Jahr 1864 die Senatspräsidentschaft von Eduardo Acevedo. In dieser Funktion löste er sodann am 1. März 1864 Präsident Bernardo Prudencio Berro in der Staatsführung ab und blieb bis zum 15. Februar 1865 Interims-Präsident von Uruguay. Im August 1864 begann der Uruguayische Krieg. Das Kaiserreich Brasilien erklärte  der Regierung in Montevideo den Krieg und unterstützte damit, wie schon im uruguayischen Bürgerkrieg, die Colorados. Die Truppen der Blanco-Regierung hatten der überlegenen brasilianischen Land- und Seestreitmacht wenig entgegenzusetzen. Anfang Februar 1865 begann die Belagerung Montevideos. Cruz Aguirre wurde gestürzt, Tomás Villalba übernahm am 16. Februar 1865 für einige Tage die Präsidentschaft. Nach der Einnahme Montevideos wurde der Rebellenführer Venancio Flores  am 20. Februar 1865 zu dessen Nachfolger ernannt.